# Sopa fría (álbum)
Sopa fría es quinto álbum de estudio del grupo español de rock M Clan. Es el sexto álbum de su carrera, aunque ocupa el quinto lugar en lo que a discos de estudio se refiere. Fue grabado en agosto del año 2004 bajo la producción de Alejo Stivel. 
El único sencillo que fue publicado de este álbum fue "Sopa fría", la canción que da título al disco. La canción "Lola" es una versión de la interpretada originalmente por The Kinks bajo el mismo título y que cuenta la misma historia pero cambiando las letras del inglés al español. El tema "Mario" está dedicado al hijo de unos amigos del grupo que es además ahijado de Carlos Tarque.

## Lista de temas
1. "Filosofía barata" - (3:34)
2. "Sopa fría" - (4:01)
3. "Ataque al corazón" - (3:11)
4. "Mario" - (4:35)
5. "Lola" - (4:19)
6. "Comunicando" - (3:58)
7. "El hombre de las tabernas" - (4:40)
8. "Miedo" - (4:58)
9. "Juerga general" - (4:18)
10. "La niebla" - (5:49)
11. "Hasta la vista rock and roll" - (4:38)

## Componentes de M Clan
Para este álbum, la composición del grupo era la siguiente:
- Carlos Tarque: voz, pandereta.
- Ricardo Ruipérez: guitarras, coros.
- Pascual Saura: bajo.
- Juan Antonio Otero: batería.
- Carlos Raya: guitarras, coros, mandolina, pedal steel.
- Alejandro Climent: Hammond, teclados, acordeón.

Colaboraciones
Diego Galaz, Guillermo Piccolini, Alejo Stivel, Josu García, Patxi Urtxegui, José Miguel Pérez Sagaste, Pachi R. Muro, Eduardo Sardiñas, Ariel Sardoy, Mario A. Fernández, Augusto F. Diago, Niuris Naranjo, Reyner Guerrero, Ada Mercedes Villalonga, Iresi García, Dania Gutiérrez, Johana Pérez, Naylin Sevila, Felipa Morcala, Marta Salgado, Roberto Herrera, Raiza Váldez, Iván Valiente